# Bibcode
Bibcode é um identificador utilizado por sistemas de informações de astronomia, para especificar referências literárias. O bibcode foi desenvolvido para ser utilizado no SIMBAD e no NASA/IPAC Extragalactic Database, mas atualmente é utilizada em outros sistemas também, tal como o Astrophysics Data System.
O código possui o formato YYYYJJJJJVVVVMPPPPA, onde YYYY é o ano de publicação, e JJJJ indica onde a referência foi publicada. Em periódicos, VVVV é o volume, M a secção, PPPP a página de início, e A é a primeira letra do sobrenome do principal autor. Pontos finais são usados para preencher campos não utilizados e secções não utilizadas devido à informação do campo (por exemplo, a página inicial) ser curta demais (três números ao invés de quatro).